# Baila! Al ritmo de un sueño
Baila! Al ritmo de un sueño es un programa de televisión chileno, versión local del formato Bailando por un sueño, original de Televisa, emitido por Chilevisión al estilo de reality show. 10 famosos participarán en conjunto con 10 personajes anónimos, con el objetivo de cumplir un sueño.

## Formato
10 parejas (famosos y desconocidos) compiten juntos con el objetivo que cumplir un sueño. En el concurso una pareja conformada por un famoso y un desconocido debe demostrar sus destrezas para el baile en diferentes ritmos musicales. 

## Temporadas
| Temporada | Año  | Presentador      | Jurado            | Jurado        | Jurado            | Ganador                              | Segundo lugar             | Tercer lugar                    | Nº de parejas | Repechaje |
| --------- | ---- | ---------------- | ----------------- | ------------- | ----------------- | ------------------------------------ | ------------------------- | ------------------------------- | ------------- | --------- |
| I         | 2013 | Cristián Sánchez | Carolina Ardohain | Jordi Castell | Maitén Montenegro | Faloon Larraguibel Alejandro Herrera | Yamna Lobos Marcela Opazo | Mey Santamaría Cristóbal Yessen | 16            | 6         |

## Baila! Al ritmo de un sueño (2013)
Artículo principal: Anexo:Baila! Al ritmo de un sueño (primera temporada)
Baila! Al ritmo de un sueño 1 es el primer certamen de baile basado en el concurso de baile Bailando por un sueño.
Este certamen inició el 6 de marzo de 2013 y terminó el 9 de mayo de dicho año, en el cual se consagró como primera ganadora de Baila! Al ritmo de un sueño la modelo Faloon Larraguibel junto a su soñador Alejandro Herrera.

## Premios y nominaciones
| Año  | Premiación             | Categoría                  | Resultado |
| ---- | ---------------------- | -------------------------- | --------- |
| 2013 | Copihue de Oro de 2013 | Mejor Programa de Talentos | Nominado  |